# Tarzan's New York Adventure
Tarzan's New York Adventure is een Amerikaanse avonturenfilm uit 1942. Het is de zesde Tarzan-film van MGM, en de zesde film met Johnny Weissmuller en Maureen O'Sullivan in de hoofdrollen. De regie was in handen van Richard Thorpe.

## Verhaal
Een groep medewerkers van een circus is in Afrika op zoek naar leeuwen voor hun show. De drie mannen ontmoeten al snel Tarzan, Jane en hun geadopteerde zoon Boy. Wanneer Buck Rand, de directeur van het circus, ziet hoe Boy een paar olifanten kunstjes laat opvoeren, beseft hij dat Boy uitermate geschikt zou zijn voor het circus.
Wanneer het gezelschap wordt aangevallen door een groep inboorlingen, lijken Tarzan en Jane om te komen bij een brand die in de worsteling ontstaat. De circusmensen nemen hierop Boy mee naar de Verenigde Staten. Tarzans chimpansee Cheeta redt echter Tarzan en Jane net op tijd van de brand, en vertelt hen waar Boy is. Tarzan en Jane reizen het circusgezelschap achterna, en belanden in New York. Voor Tarzan gaat een nieuwe wereld open nu hij voor het eerst kennis maakt met de “beschaafde wereld”. Vrijwel alles wat voor andere mensen alledaags is, fascineert hem.
Tarzan en Jane vinden het circus en proberen Boy terug te krijgen via een rechtszaak. Het circus huurt echter een corrupte advocaat in die de rechter overtuigt dat Boy beter af is bij het circus. Tarzan valt de advocaat aan en vlucht vervolgens weg uit de rechtszaal. Hij vindt het circus, alwaar hij met behulp van de olifanten Boy helpt ontsnappen. Terwijl de olifanten het circus verwoesten, vluchten Tarzan, Jane en Boy terug naar Afrika.

## Rolverdeling
| Acteur             | Personage             |
| ------------------ | --------------------- |
| Johnny Weissmuller | Tarzan                |
| Maureen O'Sullivan | Jane                  |
| Johnny Sheffield   | Boy                   |
| Virginia Grey      | Connie Beach          |
| Charles Bickford   | Buck Rand             |
| Paul Kelly         | Jimmie Shields, Pilot |
| Elmo Lincoln       | Circus Roustabout     |